# Casino Music
Casino Music är en fransk musikgrupp bildad av Gilles Riberolles och Eric Weber i slutet av 1970-talet och sedermera kopplad till New York-skivbolaget ZE Records.
Gruppen släppte sin första singel, "Burger City" 1978 på bolaget Vid Ordur. Michel Esteban övertalade dem att skriva kontrakt med ZE Records, vilket ledde till inspelningar i New York vid de mytomspunna Blank Tape Studios med Blondie-medlemmen Chris Stein som producent. Vid den tiden bestod Casino Music av Gilles Riberoles på gitarr och sång, Eric Weber på bas, Jean Michel Lemeur på trummor och Anatole Mundi på klaviatur. Debutalbumet Amour Sauvage (Jungle Love på engelska) kom ut 1979 och sålde ganska dåligt trots bra kritik och god distribution och promotion. 1981 producerade Esteban en sista singel med Casino Music, "Go Go Word, Encore Hardcore". 2010 återutgav ZE Records albumet Jungle Love i Japan tillsammans med mycket extramaterial.